# Киевское (Северная Осетия)
Ки́евское (осет. Киевскæй) — село в Моздокском районе Республики Северная Осетия — Алания.
Административный центр муниципального образования «Киевское сельское поселение».

## География
Селение Киевское расположено на правом берегу реки Терек, в центральной части Моздокского района. Находится в 6 км к югу от районного центра Моздок и в 87 км к северу от города Владикавказ.
Граничит с землями населённых пунктов: Калининский на северо-востоке и Кизляр на западе. На противоположном берегу реки Терек расположены город Моздок и станица Луковская.
Селение расположено на окраинах Кабардинской равнины. Населённый пункт размещён в долине реки Терек, над которой на несколько метров возвышается тянущаяся с запада на восток склоны Терского кряжа. Средние высоты на территории села составляют около 133 метров над уровнем моря.
Долина реки Терек покрыты густыми приречными лесами, затруднюящие проход к реки. Почва аллювиальная.
Гидрографическая сеть представлена в основном рекой Терек. К юго-востоку от села проходит артерия Малокабардинского канала, которым орошают сельскохозяйственные уделы поселения. У западной окраины села канал впадает в озеро Киевское.
Климат влажный умеренный. Среднегодовая температура воздуха составляет около +10,5°С и колеблется в среднем от +23,5°С в июле, до −2,5°С в январе. Среднегодовое количество осадков составляет около 540 мм. Основное количество осадков выпадает в период с мая по июль. В конце лета часты суховеи, дующие с территории Прикаспийской низменности.

## История
В 1900 году малокабардинская княгиня из рода Бекович-Черкасских опубликовала в газете объявление о продаже пахотной земли в районе Моздока в размере 1600 десятин. По этому объявлению отозвались переселенцы из Киевской и Воронежской губерний.
Ими в 1901 году в лесистой пойме долины реки Терек, было основано новое поселение, получившее название — Киевское. К юго-западу от селения, на горе располагался аул Тарлав юрт, на юго-востоке у спуска с горы аул Батрас[уточнить], на западе аул Верхние Бековичи (ныне село Кизляр). Однако основное заселение села переселенцами началось только в 1904 году.
К 1910 году в селе насчитывалось уже более 200 дворов. Сюда продолжали приезжать новые жители с Кубани, Дона и в большинстве своём с Украины.
В 1914 году был при разливе Терека, село было затоплено и сильно пострадало. В период Гражданской войны село также сильно пострадало при противостоянии красногвардейцев и белогвардейцев.
Во время Великой Отечественной войны, в окрестностях села происходили военные действия при обороне и освобождении города Моздок.
В 1944 году вместе с городом Моздок и его окрестностями была передана в состав Северо-Осетинской АССР.

## Население
| 2002  | 2010  | 2011  | 2012  | 2013  | 2014  | 2015  |
| ----- | ----- | ----- | ----- | ----- | ----- | ----- |
| 1498  | ↘1424 | →1424 | ↗1427 | ↘1422 | ↗1438 | ↗1441 |
| 2016  | 2017  | 2018  | 2019  | 2020  | 2021  | 2023  |
| ↗1475 | ↗1477 | ↘1464 | ↘1448 | ↘1427 | ↗1474 | ↘1455 |
| 2024  |       |       |       |       |       |       |
| ↘1446 |       |       |       |       |       |       |

Плотность — 21.57 чел./км2.
Национальный состав
По данным Всероссийской переписи населения 2021 года:
| Народ   | Численность, чел. | Доля от всего населения, % |
| ------- | ----------------- | -------------------------- |
| русские | 1 229             | 83,38 %                    |
| осетины | 96                | 6,51 %                     |
| кумыки  | 41                | 2,78 %                     |
| чеченцы | 21                | 1,42 %                     |
| ингуши  | 17                | 1,15 %                     |
| другие  | 70                | 4,75 %                     |
| всего   | 1 474             | 100 %                      |

## Образование
- Основная общеобразовательная школа — ул. Кирова, 2.
- Дошкольное учреждение Детский сад № 23 — ул. Кирова, 25.

## Здравоохранение
- Фельдшерско-акушерский пункт — ул. Садовая, 49.

## Улицы
Улицы
| Кирова     |
| Ленина     |
| Мартыненко |
| Моздокская |

| Молодёжная |
| Озёрная    |
| Подгорная  |
| Подлесная  |

| Садовая   |
| Советская |
| Шевченко  |
| Щорса     |

Переулки
| Есенина |
| Мира    |

| Новый   |
| Садовый |

| Школьный |